# Turnen op de Olympische Zomerspelen 1972

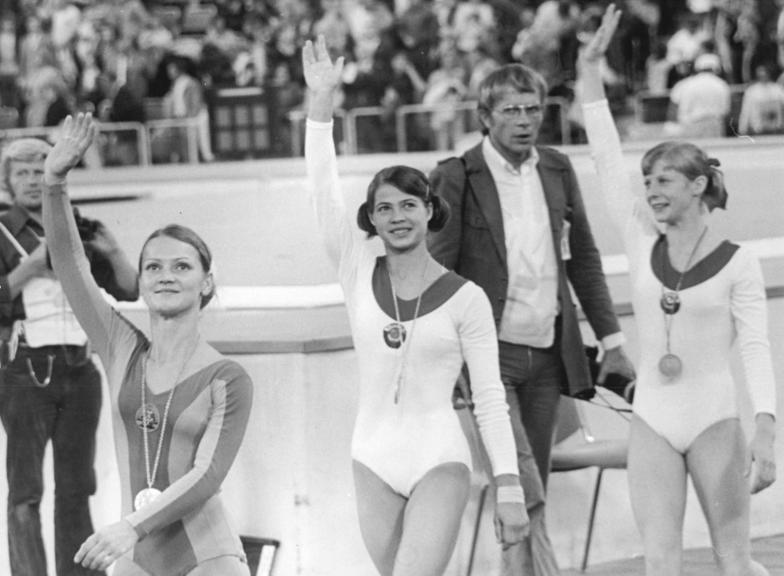
het podium bij de vrouwenmeerkamp

Turnen is een van de sporten die beoefend werden tijdens de Olympische Zomerspelen 1972 in München.

## Heren

### team
| rang   | sporter(s)                                                                                                | land | punten |
| ------ | --- | ---- | ------ |
| Goud   | Sawao Kato Eizo Kenmotsu Shigeru Kasamatsu Akinori Nakayama Mitsuo Tsukahara Teruichi Okamura             | JPN  | 571.25 |
| Zilver | Nikolaj Andrianov Mikhail Voronin Viktor Klimenko Edvard Mikhaeljan Aleksandr Malejev Vladimir Sjtsjoekin | URS  | 564.05 |
| Brons  | Klaus Köste Matthias Brehme Wolfgang Thüne Wolfgang Klotz Reinhard Rychly Jürgen Paeke                    | GDR  | 559.70 |
| 4      | Mikołaj Kubica Andrzej Szajna Sylwester Kubica Wilhelm Kubica Mieczysław Strzałka Jerzy Kruża             | POL  | 551.10 |
| 5      | Eberhard Gienger Walter Mössinger Günter Spies Bernd Effing Reinhard Ritter Heinz Haussler                | FRG  | 546.40 |
| 6      | Li Song Sob Kim Song Yu Kim Song Il Shin Heung Do Ho Yun Hang Jo Jong Ryol                                | PRK  | 545.05 |
| 7      | Petre Mihaiuc Dan Grecu Gheorghe Păunescu Mircea Gheorghiu Nicolae Oprescu Constantin Petrescu            | ROU  | 538.90 |
| 8      | Imre Molnár Zoltán Magyar István Kiss Béla Herczeg Antal Kisteleki István Bérczi                          | HUN  | 538.60 |

### individuele meerkamp
| rang   | sporter(s)        | land | punten  |
| ------ | ----------------- | ---- | ------- |
| Goud   | Sawao Kato        | JPN  | 114.650 |
| Zilver | Eizo Kenmotsu     | JPN  | 114.575 |
| Brons  | Akinori Nakayama  | JPN  | 114.325 |
| 4      | Nikolaj Andrianov | URS  | 114.200 |
| 5      | Shigeru Kasamatsu | JPN  | 113.700 |
| 6      | Viktor Klimenko   | URS  | 113.075 |
| 6      | Klaus Köste       | GDR  | 113.075 |
| 8      | Mitsuo Tsukahara  | JPN  | 112.775 |

### vloer
| rang   | sporter(s)        | land | punten |
| ------ | ----------------- | ---- | ------ |
| Goud   | Nikolaj Andrianov | URS  | 19.175 |
| Zilver | Akinori Nakayama  | JPN  | 19.125 |
| Brons  | Shigeru Kasamatsu | JPN  | 19.025 |
| 4      | Eizo Kenmotsu     | JPN  | 18.925 |
| 5      | Klaus Köste       | GDR  | 18.825 |
| 6      | Sawao Kato        | JPN  | 18.750 |

### paard voltige
| rang   | sporter(s)        | land | punten |
| ------ | ----------------- | ---- | ------ |
| Goud   | Viktor Klimenko   | URS  | 19.125 |
| Zilver | Sawao Kato        | JPN  | 19.000 |
| Brons  | Eizo Kenmotsu     | JPN  | 18.950 |
| 4      | Shigeru Kasamatsu | JPN  | 18.925 |
| 5      | Mikhail Voronin   | URS  | 18.875 |
| 6      | Wilhelm Kubica    | POL  | 18.750 |

### ringen
| rang   | sporter(s)       | land | punten |
| ------ | ---------------- | ---- | ------ |
| Goud   | Akinori Nakayama | JPN  | 19.350 |
| Zilver | Mikhail Voronin  | URS  | 19.275 |
| Brons  | Mitsuo Tsukahara | JPN  | 19.225 |
| 4      | Sawao Kato       | JPN  | 19.150 |
| 5      | Eizo Kenmotsu    | JPN  | 18.950 |
| 5      | Klaus Köste      | GDR  | 18.950 |

### sprong
| rang   | sporter(s)        | land | punten |
| ------ | ----------------- | ---- | ------ |
| Goud   | Klaus Köste       | GDR  | 18.850 |
| Zilver | Viktor Klimenko   | URS  | 18.825 |
| Brons  | Nikolaj Andrianov | URS  | 18.800 |
| 4      | Sawao Kato        | JPN  | 18.550 |
| 4      | Eizo Kenmotsu     | JPN  | 18.550 |
| 6      | Peter Rohner      | SUI  | 18.525 |

### brug
| rang   | sporter(s)        | land | punten |
| ------ | ----------------- | ---- | ------ |
| Goud   | Sawao Kato        | JPN  | 19.475 |
| Zilver | Shigeru Kasamatsu | JPN  | 19.376 |
| Brons  | Eizo Kenmotsu     | JPN  | 19.250 |
| 4      | Viktor Klimenko   | URS  | 19.125 |
| 5      | Akinori Nakayama  | JPN  | 18.875 |
| 6      | Nikolaj Andrianov | URS  | 17.975 |

### rekstok
| rang   | sporter(s)        | land | punten |
| ------ | ----------------- | ---- | ------ |
| Goud   | Mitsuo Tsukahara  | JPN  | 19.725 |
| Zilver | Sawao Kato        | JPN  | 19.525 |
| Brons  | Shigeru Kasamatsu | JPN  | 19.450 |
| 4      | Eizo Kenmotsu     | JPN  | 19.350 |
| 5      | Akinori Nakayama  | JPN  | 19.225 |
| 6      | Nikolaj Andrianov | URS  | 19.100 |

## Dames

### team
| rang   | sporter(s)                                                                                          | land | punten |
| ------ | --------------------------------------------------------------------------------------------------- | ---- | ------ |
| Goud   | Ljoedmila Toerisjtsjeva Olga Korboet Tamara Lazakovitsj Ljoebov Boerda Elvira Saadi Antonina Kosjel | URS  | 380.50 |
| Zilver | Karin Janz Erika Zuchold Angelika Hellmann Irene Abel Christine Schmitt Richarda Schmeißer          | GDR  | 376.55 |
| Brons  | Ilona Békési Mónika Császár Krisztina Medveczky Anikó Kéry Márta Kelemen Zsuzsanna Nagy             | HUN  | 368.25 |
| 4      | Cathy Rigby Kimberly Chace Roxanne Pierce Linda Metheny Joan Moore Nancy Thies                      | USA  | 365.90 |
| 5      | Mária Némethová Zdena Dorňáková Soňa Brázdová Zdena Bujňáčková Hana Lišková Marcela Váchová         | TCH  | 365.00 |
| 6      | Elena Ceampelea Alina Goreac Anca Grigoraş Elisabeta Turcu Paula Ioan Marcela Păunescu              | ROU  | 360.70 |
| 7      | Miyuki Hironaka Takako Hasegawa Eiko Hirashima Kayoko Saka Kazue Hanyu Toshiko Miyamoto             | JPN  | 359.75 |
| 8      | Uta Schorn Jutta Oltersdorf Andrea Niederheide Angelika Kern Ulrike Weyh Ingrid Santer              | FRG  | 357.95 |

### individuele meerkamp
| rang   | sporter(s)              | land | punten |
| ------ | ----------------------- | ---- | ------ |
| Goud   | Ljoedmila Toerisjtsjeva | URS  | 77.025 |
| Zilver | Karin Janz              | GDR  | 76.875 |
| Brons  | Tamara Lazakovitsj      | URS  | 76.850 |
| 4      | Erika Zuchold           | GDR  | 76.450 |
| 5      | Ljoebov Boerda          | URS  | 75.775 |
| 6      | Angelika Hellmann       | GDR  | 75.550 |
| 7      | Olga Korboet            | URS  | 75.100 |
| 8      | Elvira Saadi            | URS  | 75.075 |

### sprong
| rang   | sporter(s)              | land | punten |
| ------ | ----------------------- | ---- | ------ |
| Goud   | Karin Janz              | GDR  | 19.525 |
| Zilver | Erika Zuchold           | GDR  | 19.275 |
| Brons  | Ljoedmila Toerisjtsjeva | URS  | 19.250 |
| 4      | Ljoebov Boerda          | URS  | 19.225 |
| 5      | Olga Korboet            | URS  | 19.175 |
| 6      | Tamara Lazakovitsj      | URS  | 19.050 |

### brug met ongelijke leggers
| rang   | sporter(s)              | land | punten |
| ------ | ----------------------- | ---- | ------ |
| Goud   | Karin Janz              | GDR  | 19.675 |
| Zilver | Olga Korboet            | URS  | 19.450 |
| Zilver | Erika Zuchold           | GDR  | 19.450 |
| 4      | Ljoedmila Toerisjtsjeva | URS  | 19.425 |
| 5      | Ilona Békési            | HUN  | 19.275 |
| 6      | Angelika Hellmann       | GDR  | 19.200 |

### evenwichtsbalk
| rang   | sporter(s)              | land | punten |
| ------ | ----------------------- | ---- | ------ |
| Goud   | Olga Korboet            | URS  | 19.400 |
| Zilver | Tamara Lazakovitsj      | URS  | 19.375 |
| Brons  | Karin Janz              | GDR  | 18.975 |
| 4      | Mónika Császár          | HUN  | 18.925 |
| 5      | Ljoedmila Toerisjtsjeva | URS  | 18.800 |
| 6      | Erika Zuchold           | GDR  | 18.700 |

### vloer
| rang   | sporter(s)              | land | punten |
| ------ | ----------------------- | ---- | ------ |
| Goud   | Olga Korboet            | URS  | 19.575 |
| Zilver | Ljoedmila Toerisjtsjeva | URS  | 19.550 |
| Brons  | Tamara Lazakovitsj      | URS  | 19.450 |
| 4      | Karin Janz              | GDR  | 19.400 |
| 5      | Ljoebov Boerda          | URS  | 19.100 |
| 5      | Angelika Hellmann       | GDR  | 19.100 |

## Medaillespiegel
| rang   | land        | goud | zilver | brons | totaal |
| ------ | ----------- | ---- | ------ | ----- | ------ |
| 1      | Sovjet-Unie | 6    | 6      | 4     | 16     |
| 2      | Japan       | 5    | 5      | 6     | 16     |
| 3      | DDR         | 3    | 4      | 2     | 9      |
| 4      | Hongarije   | 0    | 0      | 1     | 1      |
| totaal | totaal      | 14   | 15     | 13    | 42     |